# Selvforsyning
Selvforsyning er en teori eller en praksis for, hvordan grupper eller samfund kan forsørge sig selv uden at udveksle varer eller penge med omverdenen. Teorien er noget udbredt i visse anarkistiske grupper og især inden for individualistisk anarkisme. Nogle miljøgrupper går ligeledes meget ind for selvforsyning. Selvforsyning ses som en meget oprindelig måde at leve på.
Konkret kan man opdele selvforsyning i forskellige niveauer. I faldende orden på land, region, kommune, by, kvarter, gruppe, familie og individ.
Et almindeligt eksempel på selvforsyning er en person eller en familie, som bor på en lille gård. Her dyrkes og produceres der alt, hvad der er nødvendigt for at overleve.
Et mål for opdragelse af børn er, at de skal vokse op og blive selvforsynende i den forstand, at de kan gå ud i voksenlivet og være økonomisk uafhængige af deres forældre og i denne proces lære at forsørge sig selv.
I bogen Håndbog i Selvforsyning af John Seymour, fremhæver han, at total selvforsyning er lige så forfejlet som nytteløs. Det gælder om at finde en balance mellem at tjene penge på normal vis og at holde sig selvforsynet.
Tankerne om selvforsyning kan ses som et alternativ til den traditionelle økonomis tanker om fordelene ved arbejdsdeling, som oprindelig blev fremført af Adam Smith i hans bog The Wealth of Nations.

## Metoder
Indenfor selvforsyning er der flere former. Selvforsyning for gruppe, familie og individ kan f.eks. handle om:
- at holde husdyr for at få kød, æg, arbejdskraft og gødning
- indsamling af vilde planter, fiskeri og jagt
- dyrkning bær, frugter, grøntsager og nødder
- dyrkning hø, halm og korn til sine dyr
- at sylte, konservere og henkoge fødevarer
- bagning
- fremstilling af most, øl og vin
- reparation og genbrug gamle ting
- strikning
- reparation af bolig
- udnyttelse vind-, vand- og solenergi
- dyrkning og fældning træer til brændsel
- at bytte ressourcer og arbejdskraft med naboer og venner
- spare op for at undgå gældsætning

## Eksterne kilder
- Foundation for Self-Sufficiency in Central America
- Five acres and independence, bog fra 1973 af Maurice Grenville Kains, Dover books. ISBN 0-486-20974-1